# NGC 4400
NGC 4400 is een sterrenhoop in het sterrenstelsel NGC 4395, in het sterrenbeeld Jachthonden. Het object werd op 13 april 1850 ontdekt door Johnstone Stoney, assistent van de Ierse astronoom William Parsons.

## Synoniemen
- MCG 6-27-53
- ZWG 187.42